# 世界三大料理

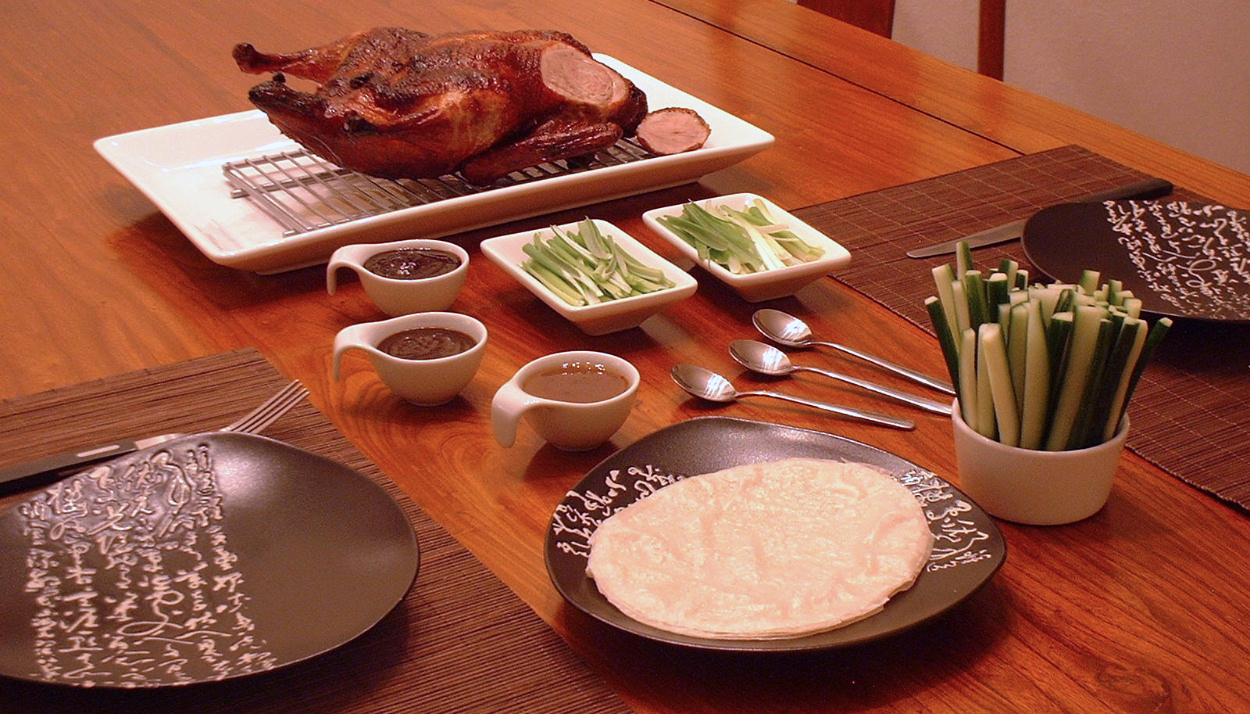
北京ダック（中華料理）

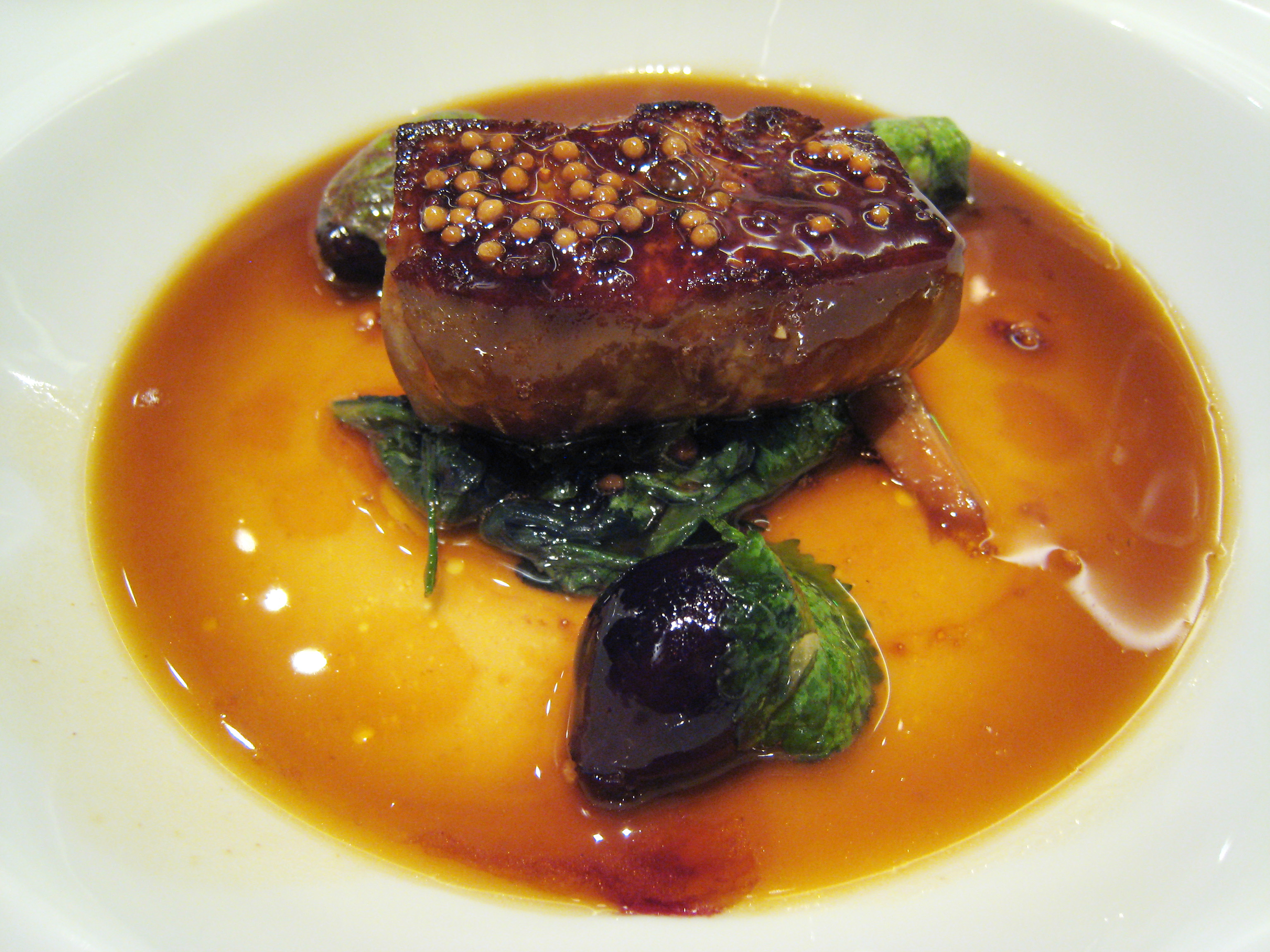
フォアグラ（フランス料理）

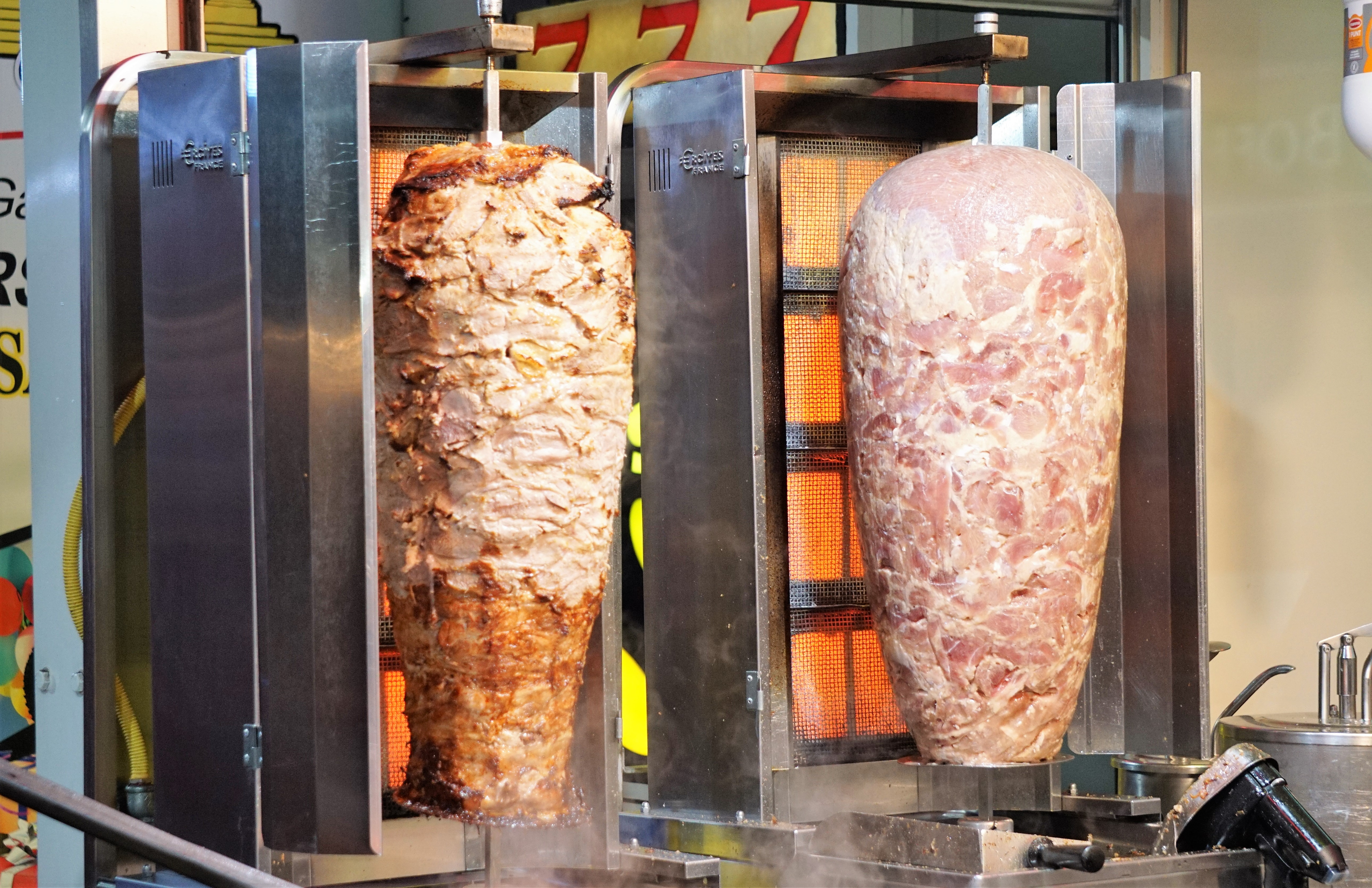
ドネルケバブ（トルコ料理）

世界三大料理（せかいさんだいりょうり、英: The Three Grand Cuisines）は、世界を代表する3つの料理である。中華料理、フランス料理、トルコ料理とされることが多い。欧州の料理研究家などによって定義されたとの説がある。
選定基準は諸説あるが、宮廷料理であったことがあげられることがある。宮廷で発展し、他国に波及して影響を与えたことに着目した基準である。また、宮廷料理であったか否かにかかわらず、他国への影響、貢献そのものを基準とする説もある。